# Lectio difficilior (Zeitschrift)
Lectio difficilior ist eine elektronische Fachzeitschrift für feministische Exegese.
Sie erscheint seit 2000 in zwei Ausgaben pro Jahr und wird von der Evangelisch-Theologischen Fakultät der Universität Bern veröffentlicht. Die Beiträge erscheinen in deutscher, englischer oder französischer Sprache und stehen kostenlos und frei zugänglich im Internet zur Verfügung. Neben Fachaufsätzen zur feministischen Exegese, Hermeneutik und verwandten Forschungsgebieten wie Archäologie, Klassische Philologie und Kunstgeschichte enthalten die einzelnen Ausgaben Hinweise auf neue Literatur (jedoch keine Rezensionen) und gelegentlich Forumsbeiträge, die Repliken auf zuvor veröffentlichte Aufsätze oder Berichte über «work in progress» sein können. Die Zeitschrift versteht sich als interdisziplinär und überkonfessionell. Sie wird herausgegeben von der katholischen Theologin Silvia Schroer (Bern) und der Judaistin Tal Ilan (Berlin).
Der Titel wurde gewählt in Anlehnung an das in der Textkritik gängige Prinzip der lectio difficilior, dem zufolge bei mehreren vorliegenden Textzeugen der schwierigeren Lesart der Vorzug zu geben ist.